# Pil
Pilii (din latină pilus, „păr”) sunt anexe celulare prezente la bacterii, care au rolul de transfer al materialului genetic de la o celulă bacteriană la alta, în cadrul unui proces denumit conjugare bacteriană. Există mai multe tipuri de pili cu diverse roluri.

## Factor de virulență
Pilii sunt responsabili de virulența mai multor tulpini de bacterii patogene, precum sunt E. coli, Vibrio cholerae și Streptococcus. Virulența se datorează faptului că pilii îmbunătățesc capacitatea bacteriei de a se atașa de țesut, ceea ce duce la creșterea vitezei de replicare și a abilității de interacțiune cu organismul gazdă.